# 卡卡頌 (遊戲)
卡卡頌（法語：Carcassonne，又名：卡卡城）是一種適合二到五人玩的德式桌遊。這款遊戲由 Klaus-Jürgen Wrede 設計，曾經得過2001年的年度遊戲獎。卡卡頌的名字來自於一個位於法國西南，以其城牆聞名的同名小鎮：Carcassonne。

## 遊戲玩法

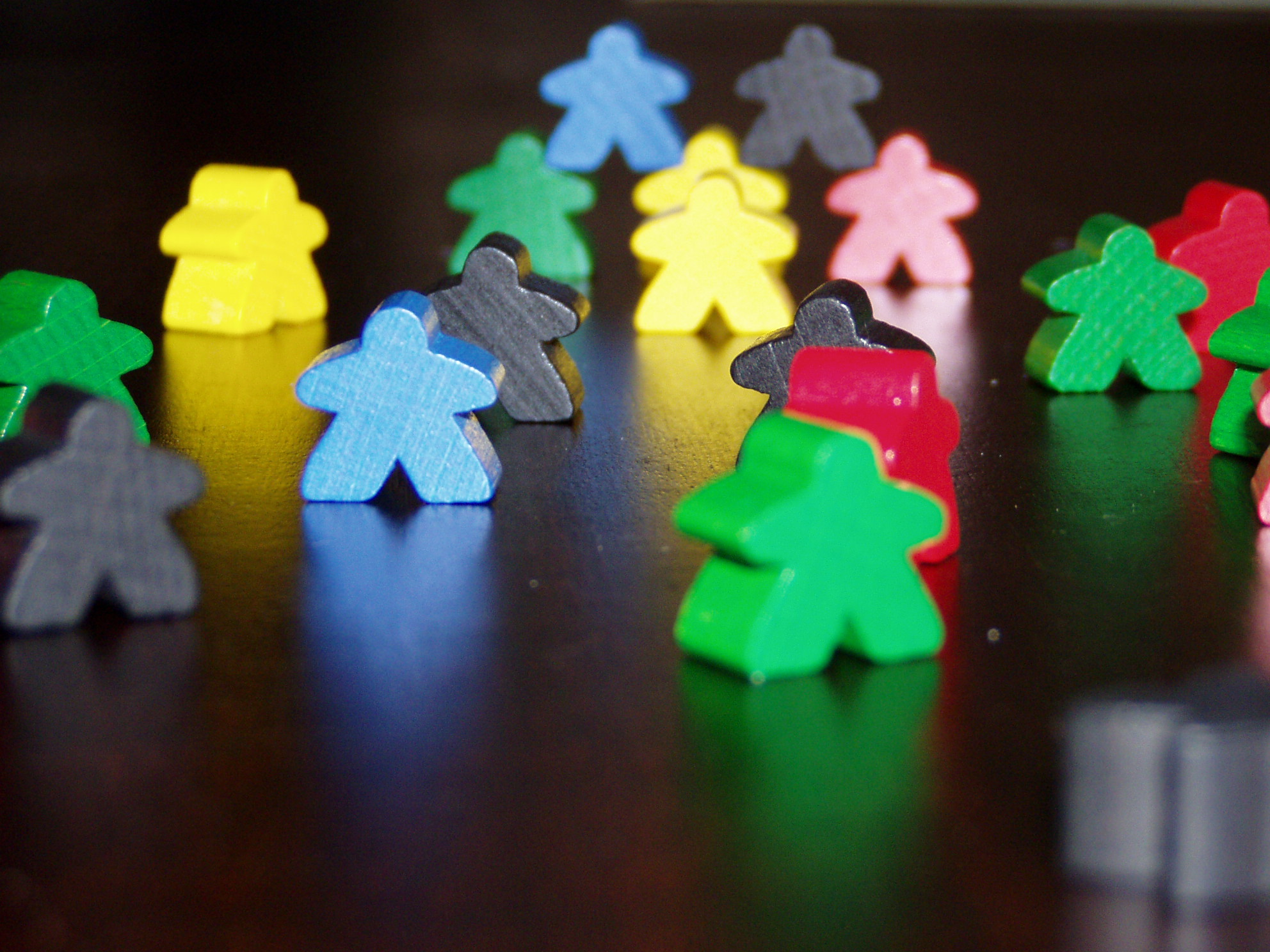
被拿來當作隨從的「米寶（Meeple）」，此種以佔領區域爭取分數的機制被稱為工人放置機制。

遊戲過程中以紙牌建構出中古世紀的地景，而玩家扮演諸侯的角色，用7位隨從佔地以獲得分數。基本版的遊戲包含72張紙牌，其中一張為開始牌。遊戲開始先將開始牌放置在桌子的中央，其餘71張洗好背面朝上，玩家在遊戲的過程中依序抽牌、放置於適當的位置。在每一張紙牌上可能包含下列幾種元素：草原、道路、城市、修道院。玩家必須將手上牌的地形銜接於地圖上的相同地形。也就是說，草原必須銜接草原，道路必須銜接道路，城市必須銜接城市。
而在每一回拼上手中的紙牌之後，玩家可以考慮派出一個隨從佔領土地。佔領草原的是農夫、佔領道路的是強盜、佔領城市的是騎士、佔領修道院的是僧侶。但是要注意的是，如果相連的地形裡已有任一玩家的隨從（包括自己的），則不可以佔領。
然而，同一地形上還是可能同時有兩名隨從，這是因為原本各自佔領的地形後來被接起來了。
卡卡頌簡明的步驟如下：
1. 輪到你，你抽牌。
2. 放牌，但萬一無地方可放則再抽一張。
3. 決定是否放隨從在這張牌上。
4. 若有地形完成，把上面的米寶都歸回玩家，並移動記分板上的米寶（參見遊戲記分）。
5. 以順時鐘方向換下一個人。

依據上述流程，當手上無米寶，就算放牌後可收回米寶，也不能將收回的米寶放在此張牌的另一地形上。
當最後一塊紙牌被放下之後，則遊戲結束。分數最高分者獲勝。

## 遊戲記分
遊戲一開始附八支米寶，一隻要放在記分板上。
道路、城堡和修道院皆有「完成」和「未完成」之分，草原則無。
- 道路完成：路的兩端皆為盡頭時。
- 城堡完成：城牆圍起來時，且内部无空洞。
- 修道院完成：周圍八塊都拼放完成時。

完成與未完成，除了部分計分會有不同之外（見下表），還有個值得注意的地方：
- 必須要完成，地形中的隨從才能拿回。
- 而草原無所謂完成，所以隨從一旦放下就不能拿回

| 地形   | 完成       | 完成                        | 完成                        | 遊戲結束                                             |
| ------ | ---------- | --------------------------- | --------------------------- | ---------------------------------------------------- |
| 城堡   |            | 兩塊                        | 三塊以上                    | 每塊紙牌一分 + 每塊盾牌一分                          |
| 城堡   | Ver. 1 & 2 | 兩分                        | 每塊紙牌兩分 + 每塊盾牌兩分 | 每塊紙牌一分 + 每塊盾牌一分                          |
| 城堡   | Ver. 3     | 每塊紙牌兩分 + 每塊盾牌兩分 | 每塊紙牌兩分 + 每塊盾牌兩分 | 每塊紙牌一分 + 每塊盾牌一分                          |
| 道路   | 每塊一分。 | 每塊一分。                  | 每塊一分。                  | 每塊一分。                                           |
| 修道院 | 一共九分。 | 一共九分。                  | 一共九分。                  | 修道院一塊＋周圍八塊每塊一分，例如完成八塊則得八分。 |
| 草原   | 無。       | 無。                        | 無。                        | 在草原上完成的城市，每個城市三分。                   |

而完成的地形為避免忘記，應該先將分數計入記分板。
如果同一地形有兩位以上的隨從（原因參見遊戲玩法），則使用以下規則：
1. 都同一顏色，分數當然由這位玩家取得。
2. 有不同顏色，則比較誰的隨從比較多。

A) 數目最多的只有一位，則此位玩家得到分數，其他沒分。如紅2個、黃綠各1，分數由紅色拿。
B) 數目最多的不只一位，則這幾位最多隨從的玩家共享分數（而不是平分分數）。

## 板塊數量[2]
| 擴充名稱 | 板塊數 |
| 基本版   | 72     |
| 河流     | 12     |
| 主教     | 18     |
| 小豬     | 24     |
| 國王     | 5      |
| 伯爵城   | 12     |
| 異教徒   | 4      |
| 火龍     | 30     |
| 河流2    | 12     |
| 高塔     | 18     |
| 市長     | 12     |
| 隧道     | 4      |
| 麥田圈   | 6      |
| 鼠疫     | 6      |

## 討論

### 卡卡頌的精神與策略
124

## 大盒擴充系列
- 主教堂與餐館擴充（1.0 2002年）（2.0 2015年）

新增要素：城中修道院及湖上旅館兩種特別拼圖，完成拼圖有更多分數。
- 小豬與建築師擴充（1.0 2003）（2.0 2015年）

新增要素：貨物收集、小豬和建築師。
- 火龍與公主（1.0 2005）（2.0 2016年）

新增要素：驅趕米寶的火龍、保護米寶的仙女、驅趕騎士的拼圖。
- 高塔（1.0 2006）（2.0 2016年）

新增要素：封鎖敵方米寶的高塔。
- 僧院與市長（1.0 2007）（2.0 2016年）

新增要素：每方皆多出一隻市長、穀倉、馬車三種米寶，與僧院拼圖。
- 伯爵，國王和強盜（1.0 2007）（2.0 2017年）

新增要素：伯爵城、河流II、禮拜堂、國王與強盜標誌
- 投石器（1.0 2008）

新增要素：投擲配件。
- 橋樑、山城與市集(1.0 2010)（2.0 2017年）

新增要素：橋樑、市集和山城。
- 綿羊與山丘擴充（1.0 2014）（2.0 2018年）

新增要素：牧羊人、山丘和葡萄園。
- 馬戲團擴充（2.0 2017）

新增要素：馬戲團帳篷、馬戲團長、藝人
- 命運之輪(2009)

新增要素：命運之輪起始拼圖，可當基本系列玩。

## 迷你擴充系列
- 圍城擴充（2004）

新增要素：減少城堡分數的拼圖。
- 魅影擴充（2011）

新增要素：魅影米寶。（可以在同一回合佔領兩個不同的設施）
- 節慶擴充（1.0 2011）（2.0 2016）

新增要素：十週年拼圖。(十週年特別版基本遊戲 及 少數店家獨立發售)
- 迷你擴充（1.0 2012）（2.0 2017）

新增要素：六個迷你擴充(飛人，傳令使，渡輪，金礦，法師和女巫，強盜)，每盒內含兩塊麥田園2擴充
- 鼠疫擴充

新增要素：
- 風向玫瑰擴充

新增要素：
- 房屋擴充

新增要素：
- La Porxada擴充

新增要素：
- 隧道擴充

新增要素：
- 萊比錫市場擴充

新增要素：
- 德國大教堂擴充

新增要素：
- 學校擴充

新增要素：
- 果樹擴充

新增要素：
- 瞭望塔擴充

新增要素：
- 迷宮擴充

新增要素：
- 德國大城堡擴充

新增要素：
- 德國修道院擴充

新增要素：
- 荷蘭修道院擴充

新增要素：
- 浴場擴充

新增要素：
- 農明起義擴充

新增要素：
- 三角板塊擴充

新增要素：
- 土地測量師擴充

新增要素：
- 日本修道院擴充

新增要素：
- 達姆施塔特擴充

新增要素：
- 俄羅斯宣傳片擴充

新增要素：
- 埃森展擴充

新增要素：
- 復活節擴充

新增要素：
- 城門擴充

新增要素：
- 算命先生擴充

新增要素：

## 獨立遊戲系列
- 石器版
- 城堡版
- 城市版
- 南海版
- 新大陸版
- 卡卡頌十週年版
- 冬季版
- 星際大戰版
- 亞馬遜河版
- 冬季版
- 霧中情誼

## 非桌上遊戲版本
- Carcassonne XBOX Live Arcade (for XBOX360)
- Carcassonne XBOX Live (for Windows Phone)
- Carcassonne Collector's Edition (for PC)
  - It allows Single-PC play with AIs and friends, LAN play with friends on other PCs, and online play with people on the internet.
  - It includes River, Inns & Cathedrals, Traders & Builders, and Kings & Scouts.
  - The updated rules are adopted.
- Carcassonne online on BSW (for PC)
- Carcassonne Nintendo Dual Screen （for DS）
- Carcassonne on iOS (for iPhone & iPad)
- Carcassonne on android
- Carcassonne - Tiles & Tactics (for PC Steam)

## 外部連結
- 卡卡頌介紹 （页面存档备份，存于）（英文）
- 官方網站 （页面存档备份，存于）（德文）
- 卡卡頌專門站 （页面存档备份，存于）（英文）